# CCFL

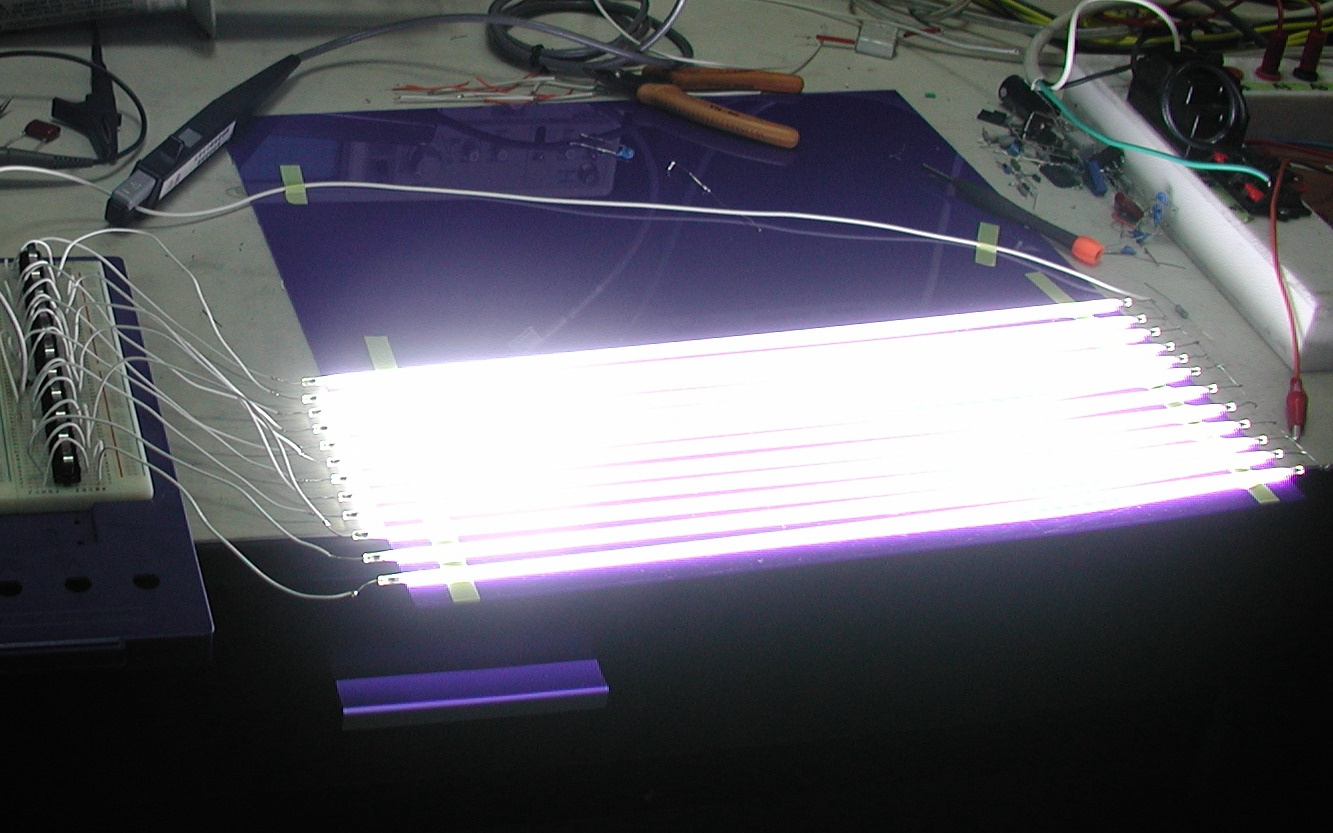
CCFL

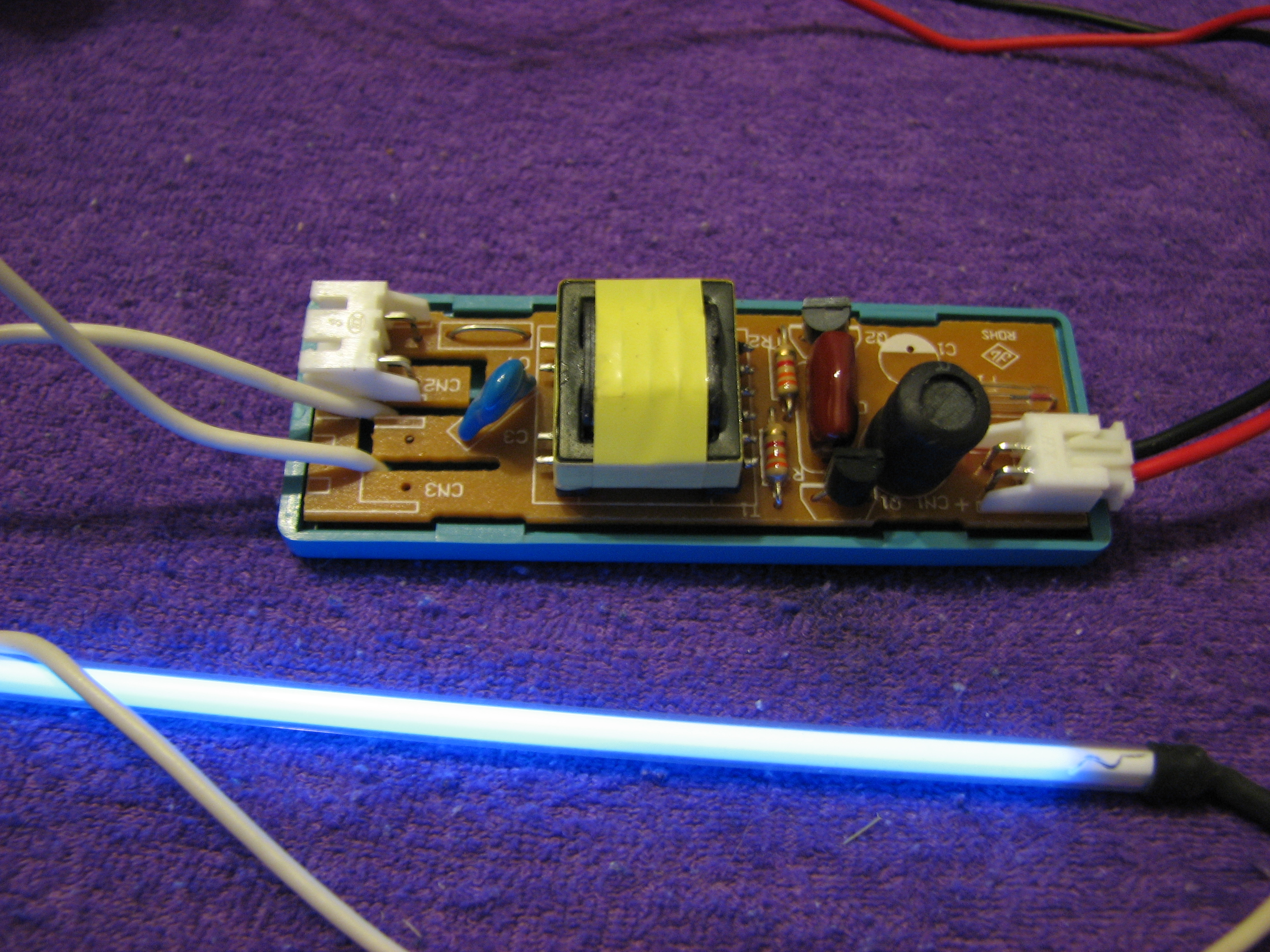
Voorbeeld van een CCFL

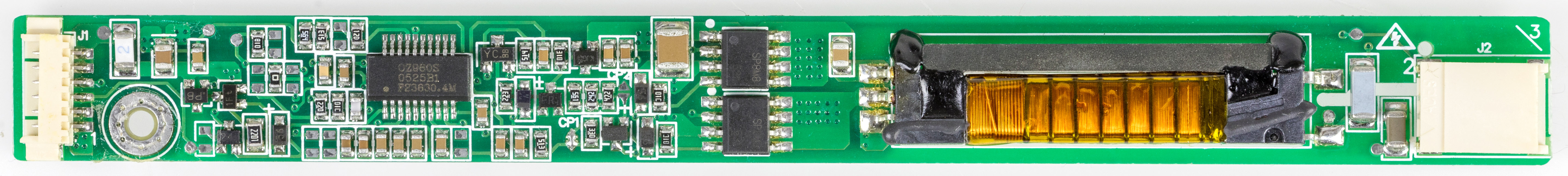
Voorbeeld van een CCFL-wisselrichter

Een CCFL (Engels: cold-cathode fluorescent lamp) is een fluorescentielamp waarin uv-licht van een gasontlading door een fluorescerende laag wordt omgezet in zichtbaar licht. Een CCFL heeft een hoge efficiëntie en produceert weinig warmte. CCFL's bestaan in veel verschillende kleuren, zelfs uv. In lcd-schermen worden ze veel gebruikt als lichtbron, al worden ze de laatste jaren steeds meer verdrongen door led-achtergrondverlichting.
Dit type lamp heeft geen gloeidraden aan de uiteinden van de buislamp. Minder warmteontwikkeling geeft een beter rendement en een langere levensduur. Het buisje kan dunner uitgevoerd worden.
Net als een tl-buis werkt een CCFL op wisselspanning, maar een CCFL heeft een hogere spanning nodig om te ontsteken, die gemaakt wordt door een transformator. Omdat in veel praktische toepassingen alleen gelijkspanning voorhanden is, wordt er vaak gebruikgemaakt van een wisselrichter. Deze maakt van de gelijkspanning een geschikte hoge wisselspanning.
Een variant van de CCFL die ook veelvuldig in lcd-televisiepanelen wordt toegepast is de EEFL-lamp.

## Enkele toepassingen
- ter vervanging van neon
- casemodden
- auto-tuning
- tft-backlights
- lcd-displays

argandse lamp ·
booglamp ·
carbidlamp ·
CCFL ·
davylamp ·
EEFL ·
elektrodeloze lamp ·
elektronenflitser ·
filmzon ·
flitser ·
fluorescentielamp ·
gaslicht ·
gasontladingslamp ·
gloeilamp ·
halogeenlamp ·
hefnerlamp ·
hogehelderheidsled ·
jablochkoff-kaars ·
kaars ·
kalklicht · 
knijpkat ·
kwiklamp ·
lantaarn ·
ledlamp ·
menglichtlamp ·
metaalhalidelamp ·
natriumlamp ·
neonlamp ·
nernstlamp ·
olielamp ·
petroleumlamp ·
spaarlamp ·
tl-buis ·
xenonlamp ·
zaklantaarn